# Luna Sea
Luna Sea ist eine 1986 gegründete japanische Rockband. Sie gelten nach X Japan als Vorreiter des Visual Kei-Stils in Japan, waren aber auch weit über diese Szene hinaus erfolgreich. Nach einer elfjährigen Karriere entschieden sich die Mitglieder im Jahr 2000 für eine vorläufige Bandpause.

## Bandgeschichte
Im Jahre 1986 gründeten die beiden Schulfreunde J und Inoran die Band Lunacy. Kurz darauf stießen Sugizo und Shinya, beides ehemalige Mitglieder der Band Pinocchio, und Ryuichi, ehemaliges Mitglied der Band Slaughter, hinzu. Mit dieser Besetzung, die bis zu ihrer Auflösung im Jahr 2000 beibehalten wurde, nannte sich die Band in Luna Sea um und spielte ihr erstes Livekonzert am 29. Mai 1989 im Machida Play House. Im selben Jahr veröffentlichten sie ihre ersten Demotapes Lunacy und Shade. Ein Jahr später folgte Lastly.
Anfänglich hatte Luna Sea noch Schwierigkeiten, einen Plattenvertrag zu bekommen, da sie in der damals sehr konservativen japanischen Musikszene ungewöhnlich auffällig auftraten. Sie präsentierten sich im damals typischen Visual-Kei-Stil mit schwarzem Lackleder, sehr feminin, fast androgyn geschminkten Gesichtern und langen gefärbten Haaren. Dieses Auftreten brachte ihnen die Aufmerksamkeit von X Japan Gitarrist Hide ein. Dieser stellte sie wiederum seinem Bandkollegen Yoshiki vor, welcher sie in seinem selbst gegründeten Independent-Label Extasy Records unter Vertrag nahm.
Am 21. April 1991 wurde ihr erstes Album Luna Sea veröffentlicht. Das Album erreichte Position 1 der japanischen Independent-Charts und trug der Band die Aufmerksamkeit von mehreren Plattenfirmen ein. Luna Sea unterschrieben daraufhin einen Vertrag mit MCA Victor und zwischen 1992 und 1996 folgten vier Studioalben und mehrere Singles.
Das Jahr 1997 leitete eine bedeutende musikalische Wende für Luna Sea ein. Nachdem sich die Mitglieder knapp ein Jahr lang ihren Soloprojekten gewidmet hatten, veränderte sich ihr musikalischer und visueller Stil deutlich.
1998 wurde der Song „I For You“ zur TV-Serie „Kamisama Mou Sukoshi Dake“ (dt. Gott, bitte gib mir mehr Zeit) als Intro/Outro verwendet.
Zwischen 1999 und 2000 spielten Luna Sea auch erstmals erfolgreich in Hongkong, Shanghai und Taipeh.

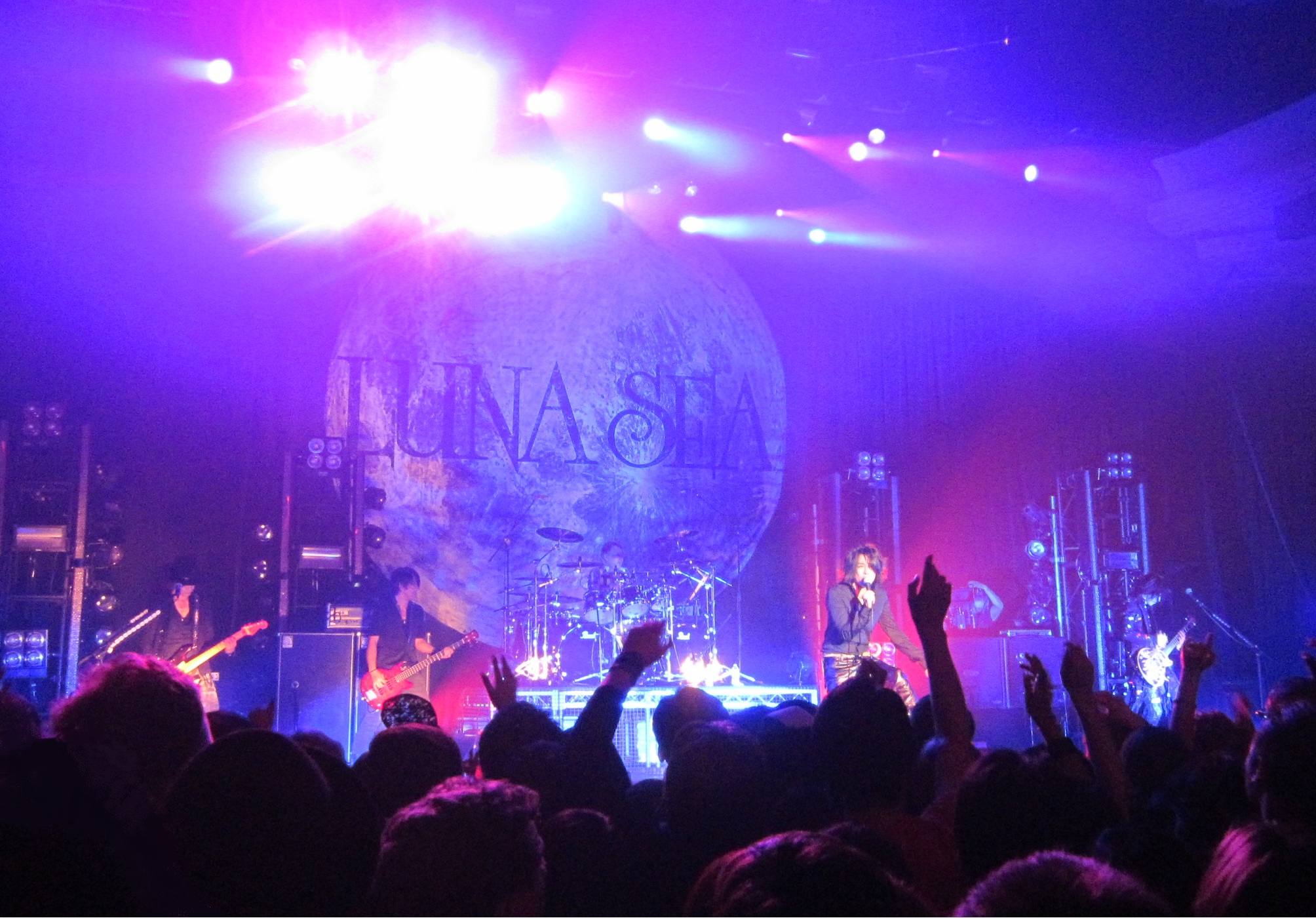
Luna Sea live in Los Angeles, 2010.

Im Jahr 2000 veröffentlichte die Band ihr letztes Album. Mit Lunacy schloss sich somit der Kreis und markierte den Beginn der Bandpause. Sie produzierten noch eine letzte Single, Love Song, und am 27. Dezember 2000 spielten sie ihr letztes Konzert vor der Bandpause. Fans trauerten der Band als einer der größten frühen Acts der Visual Kei-Bewegung nach, während die Mitglieder einige Soloprojekte verfolgten.
Nachdem es nach siebenjähriger Pause am Tag einer Mondfinsternis angekündigt wurde, gab die Band am 24. Dezember 2007 ein ausverkauftes Konzert im Tokyo Dome vor 55.000 Besuchern.
Außerdem traten sie mit X Japan als Headliner sowie Bands wie Dir En Grey, MUCC, D’espairsRay, Versailles, Phantasmagoria und T.M. Revolution beim Hide Memorial Summit am 5. Mai 2008 auf.

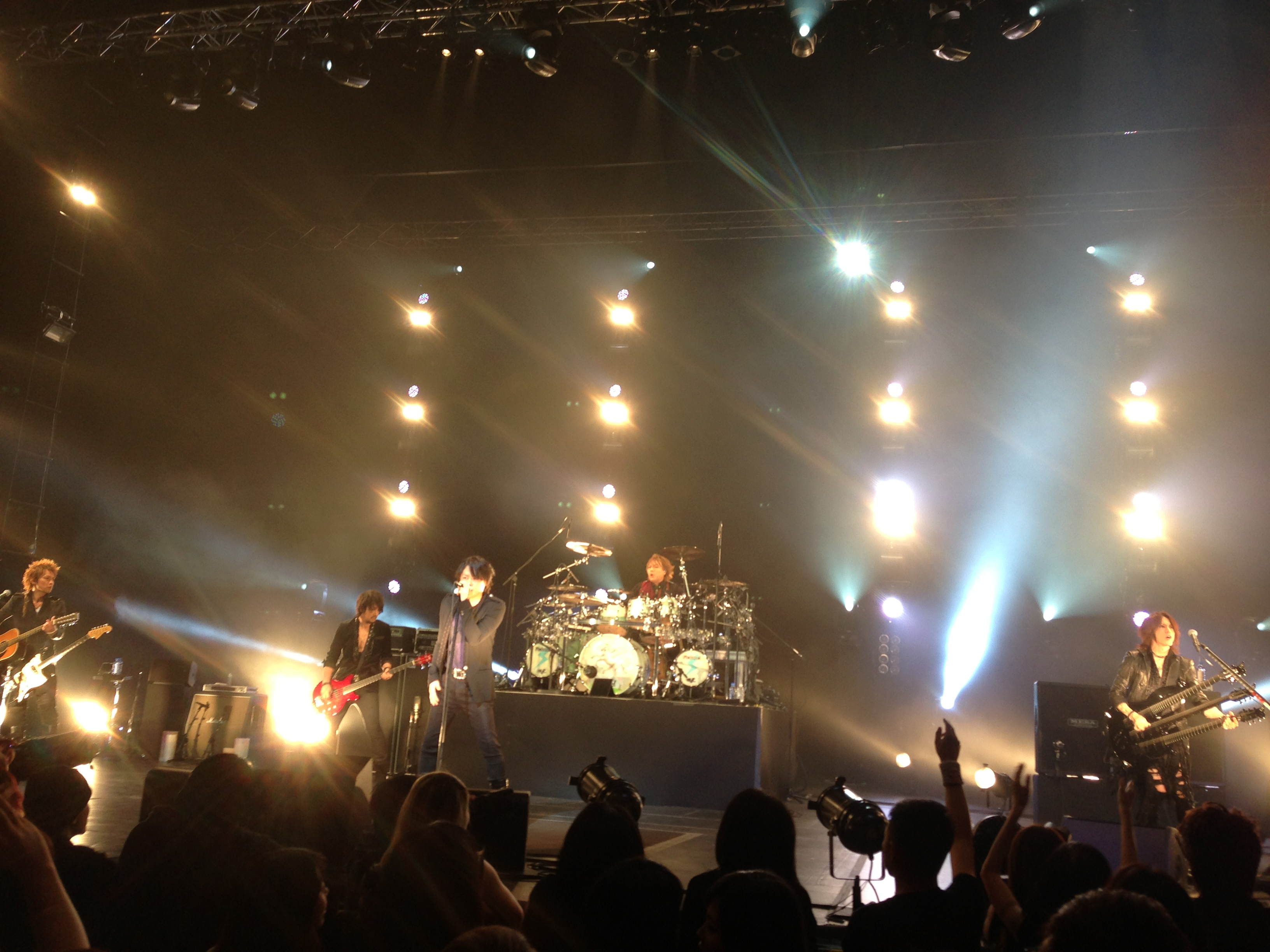
Luna Sea live in Singapur, 2013.

Am 29. Mai wurde auf der offiziellen Homepage die Message „LUNA SEA REBOOT“ veröffentlicht und es wird über eine Neuaufnahme der Aktivitäten spekuliert.
Nach 3 vergangenen Monaten und einem weiteren Vollmond kündigte die Band eine dringende Pressekonferenz in Hongkong an – der Ort, an dem sie im Jahr 2000 ihre „Trennung“ bekannt gegeben haben.
Gegen Ende des Jahres 2010 begaben sie sich auf Welttournee, welche am 27. November in Bochum begann. Es folgten Los Angeles, Hongkong, Taipeh und schließlich Tokio und Kobe.
Nach der Nuklearkatastrophe in Japan im März 2011 veröffentlichten LUNA SEA ihre erste Single in zehn Jahren als Download und spendete die Erlöse an die Opfer. Es folgten weitere Veröffentlichungen und schließlich wurde ein Charity Konzert bekannt gegeben, welches am 22. Oktober 2011 in der Saitama Super Arena stattfand. Dieser Auftritt wurde inzwischen auf DVD und Blu-Ray veröffentlicht.

## Musik
Die Musik von Luna Sea variierte im Laufe der Jahre deutlich und umfasste mehrere Musikstile wie Progressive Rock, Hard Rock, und Alternative, aber auch Pop und Punkrock.

## Bandmitglieder

### Ryuichi
Ryuichi (jap. 河村 隆一 Kawamura Ryūichi, * 20. Mai 1970 in Yamato, Kanagawa) ist der Sänger der Band und zeichnete sich in den Anfangsjahren vor allem durch seine knielangen und gewellten, schwarzen Haaren und eine etwas dunkle und raue Stimme aus. Nach 1994 normalisierte sich sein Stil allerdings deutlich. Er schnitt seine Haare immer kürzer und sang für seine Verhältnisse ungewöhnlich hell.
Nach der Auflösung der Band widmete er sich seiner Solokarriere. 2005 hat er sich mit seinem ehemaligen Bandkollegen Inoran und mit Hiroaki Hayama, ehemaliges Mitglied von D-Loop, zu der Band Tourbillon zusammengeschlossen.
Auch 2010 ist er nach wie vor dabei seine eigene Musik zu produzieren und veröffentlicht sein Album „Sora“ am 24. Februar.
Ab 9. Juni 2010 tritt er in dem Musical „CHICAGO“ in Japan an der Seite von Yonekura Ryoko auf.

### Sugizo
Sugizo (jap. 杉原康弘 Sugihara Yasuhiro, * 8. Juli 1969) ist Leadgitarrist und Geiger von Luna Sea. Von allen Mitgliedern behielt er sein schrilles Auftreten und Aussehen am längsten bei, nicht zuletzt wegen seiner Haare, die er im Andenken an den Tod von hide eine Zeit lang pink gefärbt trug.
Neben seiner Solokarriere arbeitete Sugizo auch an einer Reihe anderer Projekte, wie zum Beispiel mit Sängerin Bice oder der Band The Spank Your Juice. Seit 2007 ist er Mitglied der von Yoshiki initiierten Supergruppe Skin.
Am 28., 29. und 30. März 2008 trat Sugizo als Gastgitarrist zusammen mit X Japan im Tokyo Dome auf. Auch bei den späteren Konzerten, wie dem hide memorial summit, dem countdown live und den Konzerten außerhalb von Japan war er als Support-Gitarrist dabei. Am 1. Mai 2009 trat er X Japan als offizielles Bandmitglied bei. Dabei ging es nach eigener Aussage nicht um das wieder Aufleben lassen der Zeit mit hide, sondern um einen neuen Abschnitt.

### Inoran
Inoran (jap. 井上 清信 Inoue Kiyonobu, * 29. September 1970) ist zweiter Gitarrist der Gruppe und auch für die rhythmische Gitarre zuständig. Er war einige Zeit lang als Songwriter und Gitarrist in der Band Fake? tätig, die er mit gemeinsam mit Ken Lloyd, Mitglied von Oblivion Dust, gegründet hatte. 2005 stieg er wieder aus diesem Projekt aus, um im November gemeinsam mit Ryuichi Tourbillon zu gründen.

### J
J (jap. 小野瀬 潤, dt. Onose Jun, * 12. August 1970) war Bassist der Band. Gegen Ende ließ er sich sehr stark von kalifornischen Punkrock inspirieren, was sich auch stark in seinem Soloprojekt widerspiegelt.

### Shinya
Shinya (jap. 山田 真矢 Yamada Shinya, * 13. Januar 1970) war Schlagzeuger der Gruppe. Seit er mit Aya Ishiguro, einem ehemaligen Mitglied der Popgruppe Morning Musume verheiratet ist und eine Familie gegründet hat, zog er sich aus dem Rampenlicht zurück.
Er hat sich mehrmals an kleineren Projekten beteiligt, so hat er zum Beispiel Miyavi, aber auch Sugizo auf ihren Tourneen als Schlagzeuger begleitet. Einige Zeit lang hat er auch Pop-Sängerin Aikawa Nanase als Produzent unterstützt. 2005 gründete er die Band Potbelly.

## Diskografie

### Studioalben
| Jahr | Titel    | Höchstplatzierung, Gesamtwochen, AuszeichnungChartsChartplatzierungen (Jahr, Titel, Platzierungen, Wochen, Auszeichnungen, Anmerkungen) | Anmerkungen                                                    |
| Jahr | Titel    | JP | Anmerkungen                                                    |
| ---- | -------- | --- | -------------------------------------------------------------- |
| 1991 | Luna Sea | JP123 (1 Wo.)JP | Erstveröffentlichung: 21. April 1991                           |
| 1992 | Image    | JP9 Platin · (14 Wo.)JP | Erstveröffentlichung: 21. Mai 1992                             |
| 1993 | Eden     | JP5 Platin · (19 Wo.)JP | Erstveröffentlichung: 21. April 1993                           |
| 1994 | Mother   | JP2 Platin · (30 Wo.)JP | Erstveröffentlichung: 26. Oktober 1994                         |
| 1996 | Style    | JP1 Platin · (21 Wo.)JP | Erstveröffentlichung: 22. April 1996                           |
| 1998 | Shine    | JP1 Diamant · (13 Wo.)JP | Erstveröffentlichung: 23. Juli 1998                            |
| 2000 | Lunacy   | JP3 (6 Wo.)JP | Erstveröffentlichung: 12. Juli 2000                            |
| 2011 | Luna Sea | JP6 (7 Wo.)JP | Erstveröffentlichung: 16. März 2011 Wiederveröffentlichung     |
| 2013 | A Will   | JP3 (11 Wo.)JP | Erstveröffentlichung: 11. Dezember 2013                        |
| 2017 | Luv      | JP4 (9 Wo.)JP | Erstveröffentlichung: 20. Dezember 2017                        |
| 2019 | Cross    | JP3 (12 Wo.)JP | Erstveröffentlichung: 18. Dezember 2019                        |
| 2023 | Mother   | JP4 (7 Wo.)JP | Erstveröffentlichung: 29. November 2023 Wiederveröffentlichung |
| 2023 | Style    | JP6 (7 Wo.)JP | Erstveröffentlichung: 29. November 2023 Wiederveröffentlichung |

### Kompilationen
| Jahr | Titel                                    | Höchstplatzierung, Gesamtwochen, AuszeichnungChartsChartplatzierungen (Jahr, Titel, Platzierungen, Wochen, Auszeichnungen, Anmerkungen) | Anmerkungen                             |
| Jahr | Titel                                    | JP | Anmerkungen                             |
| ---- | ---------------------------------------- | --- | --------------------------------------- |
| 1997 | Singles                                  | JP1 ×3Dreifachplatin · (27 Wo.)JP | Erstveröffentlichung: 17. Dezember 1997 |
| 2000 | Period “The Best Selection”              | JP1 Platin · (9 Wo.)JP | Erstveröffentlichung: 23. Dezember 2000 |
| 2002 | Another Side of „Singles II“             | JP30 (2 Wo.)JP | Erstveröffentlichung: 6. März 2002      |
| 2003 | Complete Single Box                      | — | Erstveröffentlichung: 23. Dezember 2003 |
| 2004 | Complete Album Box                       | — | Erstveröffentlichung: 29. Mai 2004      |
| 2005 | Slow                                     | — | Erstveröffentlichung: 23. März 2005     |
| 2008 | Luna Sea Complete Best                   | JP11 (8 Wo.)JP | Erstveröffentlichung: 26. März 2008     |
| 2013 | Complete Best -Asia Limited Edition-     | JP47 (2 Wo.)JP | Erstveröffentlichung: 27. März 2013     |
| 2014 | 25th Anniversary Ultimate Best -The One- | JP17 (4 Wo.)JP | Erstveröffentlichung: 28. Mai 2014      |

### Livealben
| Jahr | Titel                      | Höchstplatzierung, Gesamtwochen, AuszeichnungChartsChartplatzierungen (Jahr, Titel, Platzierungen, Wochen, Auszeichnungen, Anmerkungen) | Anmerkungen                        |
| Jahr | Titel                      | JP | Anmerkungen                        |
| ---- | -------------------------- | --- | ---------------------------------- |
| 1999 | Never Sold Out             | JP5 Gold · (6 Wo.)JP | Erstveröffentlichung: 29. Mai 1999 |
| 2011 | Luna Sea 3D in Los Angeles | JP15 (3 Wo.)JP | Erstveröffentlichung: 1. Juni 2011 |
| 2014 | Never Sold Out 2           | JP14 (4 Wo.)JP | Erstveröffentlichung: 28. Mai 2014 |

### Singles
| Jahr | Titel Album                                                                              | Höchstplatzierung, Gesamtwochen, AuszeichnungChartsChartplatzierungen (Jahr, Titel, Album, Platzierungen, Wochen, Auszeichnungen, Anmerkungen) | Anmerkungen                              |
| Jahr | Titel Album                                                                              | JP | Anmerkungen                              |
| ---- | ---------------------------------------------------------------------------------------- | --- | ---------------------------------------- |
| 1993 | Believe Eden                                                                             | JP11 Gold · (7 Wo.)JP | Erstveröffentlichung: 24. Februar 1993   |
| 1993 | In My Dream (With Shiver) Eden                                                           | JP9 (4 Wo.)JP | Erstveröffentlichung: 21. Juli 1993      |
| 1994 | Rosier Mother                                                                            | JP3 Platin · (25 Wo.)JP | Erstveröffentlichung: 21. Juli 1994      |
| 1994 | True Blue Mother                                                                         | JP1 Platin · (17 Wo.)JP | Erstveröffentlichung: 21. September 1994 |
| 1995 | Mother                                                                                   | JP5 (8 Wo.)JP | Erstveröffentlichung: 22. Februar 1995   |
| 1995 | Desire Style                                                                             | JP1 (14 Wo.)JP | Erstveröffentlichung: 13. November 1995  |
| 1996 | End Of Sorrow Style                                                                      | JP1 Platin · (8 Wo.)JP | Erstveröffentlichung: 25. März 1996      |
| 1996 | In Silence Style                                                                         | JP2 Gold · (9 Wo.)JP | Erstveröffentlichung: 15. Juli 1996      |
| 1998 | Storm Shine                                                                              | JP1 Platin · (10 Wo.)JP | Erstveröffentlichung: 15. April 1998     |
| 1998 | Shine                                                                                    | JP1 Platin · (8 Wo.)JP | Erstveröffentlichung: 3. Juni 1998       |
| 1998 | I For You Shine                                                                          | JP2 Platin · (16 Wo.)JP | Erstveröffentlichung: 1. Juli 1998       |
| 2000 | Gravity Lunacy                                                                           | JP1 Gold · (12 Wo.)JP | Erstveröffentlichung: 29. März 2000      |
| 2000 | Tonight Lunacy                                                                           | JP4 (8 Wo.)JP | Erstveröffentlichung: 17. Mai 2000       |
| 2000 | Love Song –                                                                              | JP4 (5 Wo.)JP | Erstveröffentlichung: 8. November 2000   |
| 2012 | The One -Crash to Create- –                                                              | JP5 (7 Wo.)JP | Erstveröffentlichung: 21. März 2012      |
| 2012 | The End of the Dream / Rouge A Will                                                      | JP6 (7 Wo.)JP | Erstveröffentlichung: 12. Dezember 2012  |
| 2013 | Thoughts A Will                                                                          | JP7 (6 Wo.)JP | Erstveröffentlichung: 28. August 2013    |
| 2013 | Ran (乱, alternately "Run") A Will                                                       | JP17 (5 Wo.)JP | Erstveröffentlichung: 13. November 2013  |
| 2016 | Limit Luv                                                                                | JP14 (5 Wo.)JP | Erstveröffentlichung: 22. Juni 2016      |
| 2019 | Sora no Uta ~Higher and Higher~ / Hisōbi (宇宙の詩 ～Higher and Higher～ / 悲壮美) Cross | JP7 (11 Wo.)JP | Erstveröffentlichung: 29. Mai 2019       |

### Videoalben
| Jahr | Titel | Höchstplatzierung, Gesamtwochen, AuszeichnungChartsChartplatzierungen (Jahr, Titel, Platzierungen, Wochen, Auszeichnungen, Anmerkungen) | Anmerkungen                             |
| Jahr | Titel | JP | Anmerkungen                             |
| ---- | --- | --- | --------------------------------------- |
| 2001 | The Final Act Tokyo Dome | JP5 (3 Wo.)JP | Erstveröffentlichung: 29. Mai 2001      |
| 2001 | Eclipse I+II | JP11 (2 Wo.)JP | Erstveröffentlichung: 28. November 2001 |
| 2002 | Rew | — | Erstveröffentlichung: 29. Mai 2002      |
| 2002 | Lunatic Tokyo ~ 1995.12.23 Tokyo Dome | — | Erstveröffentlichung: 29. Mai 2002      |
| 2002 | Sin After Sin | — | Erstveröffentlichung: 29. Mai 2002      |
| 2002 | Image Or Real | — | Erstveröffentlichung: 29. Mai 2002      |
| 2008 | God Bless You “One Night Déjàvu” Tokyo Dome 2007.12.24                                                                                     | JP3 (12 Wo.)JP | Erstveröffentlichung: 26. März 2008     |
| 2010 | 10th Anniversary Gig (Never Sold Out) „Capacity ⚭ Infinity“                                                                                | JP19 (4 Wo.)JP | Erstveröffentlichung: 30. Mai 2010      |
| 2010 | Concert Tour 2000 Brand New Chaos Act II in Taipei                                                                                         | JP32 (1 Wo.)JP | Erstveröffentlichung: 15. Dezember 2010 |
| 2010 | First Asian Tour 1999 in Hong Kong | JP36 (1 Wo.)JP | Erstveröffentlichung: 15. Dezember 2010 |
| 2011 | A Documentary Film of 20th Anniversary World Tour REBOOT -to the New Moon-                                                                 | JP10 (3 Wo.)JP | Erstveröffentlichung: 13. April 2011    |
| 2011 | 20th Anniversary World Tour REBOOT 24th December, 2010 Tokyo Dome                                                                          | JP8 (4 Wo.)JP | Erstveröffentlichung: 13. April 2011    |
| 2011 | Kurofuku Gentei Gig -the Holy Night- | JP9 (4 Wo.)JP | Erstveröffentlichung: 13. April 2011    |
| 2011 | God Bless You Document Ichiya Kagiri No Fukkatsu Live Luna Sea Chinmoku No 7 Nen Wo Koete                                                  | JP13 (4 Wo.)JP | Erstveröffentlichung: 19. Oktober 2011  |
| 2012 | 3D in Los Angeles | JP67 (1 Wo.)JP | Erstveröffentlichung: 22. Februar 2012  |
| 2012 | Luna Sea For Japan a Promise to The Brave 2011.10.22 Saitama Super Arena                                                                   | JP24 (2 Wo.)JP | Erstveröffentlichung: 28. März 2012     |
| 2012 | Luna Sea First Asian Tour 1999 in Hong Kong / Luna Sea Concert Tour 2000 Brand New Chaos Act Ⅱ in Taipeh                                   | JP24 (2 Wo.)JP | Erstveröffentlichung: 30. Mai 2012      |
| 2012 | Luna Sea Concert Tour 2000 Brand New Chaos ~20000803 Osaka-jō Hall~ (Luna Sea Concert Tour 2000 Brand New Chaos 〜20000803 大阪城ホール〜) | JP62 (1 Wo.)JP | Erstveröffentlichung: 19. Dezember 2012 |
| 2013 | The End of the Dream -Prologue- | JP77 (1 Wo.)JP | Erstveröffentlichung: 27. März 2013     |
| 2013 | The End of the Dream Zepp Tour 2012 "Kourin" (Luna Sea The End of the Dream Zepp Tour 2012 「降臨」)                                       | JP26 (2 Wo.)JP | Erstveröffentlichung: 27. März 2013     |
| 2013 | Luna Sea Live Tour 2012–2013 The End of the Dream at Nippon Budokan (Luna Sea Live Tour 2012–2013 The End of the Dream at 日本武道館)      | JP10 (3 Wo.)JP | Erstveröffentlichung: 29. Mai 2013      |
| 2015 | Live on A Will | JP11 (3 Wo.)JP | Erstveröffentlichung: 24. Juni 2015     |
| 2020 | The Final Act Tokyo Dome | JP73 (2 Wo.)JP | Erstveröffentlichung: 4. November 2020  |
| 2020 | Lunatic Tokyo | JP63 (1 Wo.)JP | Erstveröffentlichung: 4. November 2020  |